# NGC 677
NGC 677 ist eine Elliptische Galaxie mit aktivem Galaxienkern vom Hubble-Typ E0 im Sternbild Widder auf der Ekliptik. Sie ist schätzungsweise 230 Millionen Lichtjahre von der Milchstraße entfernt und hat einen Durchmesser von etwa 135.000 Lichtjahren. 

Im selben Himmelsareal befinden sich u. a. die Galaxien NGC 671, NGC 675, NGC 716.
Das Objekt wurde am 25. September 1886 von dem US-amerikanischen Astronomen Lewis A. Swift entdeckt.